# Red-ray Disc
Red-ray Disc（レッドレイ ディスク）は、中国武漢市の研究グループが開発した中国独自の光ディスク次世代規格である。正式名称は中国红光高清（Chinese Red High-definition）で、通称NVDと呼ばれる。

## 概説
BDをはじめとする、青色レーザーを活用した第3世代光ディスクが主力となりつつある中、独自に本来の赤色レーザーを使用した光ディスクとして2009年に開発された。
2009年にNVDにも対応したDVDプレイヤー「九州ハイビジョン」を開発グループが発売した。